# Pelophryne guentheri
Espèce
Synonymes
- Nectophryne guentheri Boulenger, 1882
- Nectophryne macrotis Boulenger, 1895
- Pelophryne macrotis (Boulenger, 1895)

Statut de conservation UICN

 LC  : Préoccupation mineure
Pelophryne guentheri est une espèce d'amphibiens de la famille des Bufonidae.

## Répartition
Cette espèce est endémique du Sarawak en Malaisie orientale à Bornéo. Elle se rencontre dans le Sud-Ouest et le Nord-Est de l'État en dessous de 200 m d'altitude.
Sa présence est incertaine dans le Nord-Ouest de Kalimantan et dans les îles Natuna en Indonésie et dans le sud-ouest de l'État du Sabah en Malaisie.

## Description
Le mâle mesure 29,9 mm et les femelles de 28,3 à 31,1 mm

## Étymologie
Cette espèce est nommée en l'honneur d'Albert Günther.

## Publication originale
- Boulenger, 1882 : Catalogue of the Batrachia Salientia s. Ecaudata in the collection of the British Museum, ed. 2, p. 1-503 (texte intégral).